# Hilma Lövblom
Hilma Linnea Lövblom (Täby, 16 agosto 2000) è una sciatrice alpina svedese.

## Biografia
Originaria di Åre e attiva in gare FIS dal novembre del 2016, in Coppa Europa la Lövblom ha esordito il 29 novembre 2017 a Funäsdalen in slalom speciale (40ª) e ha conquistato il primo podio il 17 dicembre 2020 a Hippach in slalom gigante (3ª). Ha debuttato in Coppa del Mondo il 16 gennaio 2021 a Kranjska Gora in slalom gigante, senza completare la prova, e il 14 febbraio successivo ha conquistato la prima vittoria in Coppa Europa, a Berchtesgaden nella medesima specialità; ai XXIV Giochi olimpici invernali di Pechino 2022, suo esordio olimpico, si è classificata 13ª nella gara a squadre e non ha completato lo slalom gigante. Ai Mondiali di Courchevel/Méribel 2023, sua prima presenza iridata, non ha completato lo slalom gigante e in quella stessa stagione 2022-2023 in Coppa Europa ha vinto la classifica di slalom gigante.

## Palmarès

### Coppa del Mondo
- Miglior piazzamento in classifica generale: 89ª nel 2023

### Coppa Europa
- Miglior piazzamento in classifica generale: 10ª nel 2023
- Vincitrice della classifica di slalom gigante nel 2023
- 10 podi:
  - 4 vittorie
  - 2 secondi posti
  - 4 terzi posti

#### Coppa Europa - vittorie
| Data             | Località      | Paese    | Specialità |
| ---------------- | ------------- | -------- | ---------- |
| 14 febbraio 2021 | Berchtesgaden | Germania | GS         |
| 4 marzo 2023     | Gällivare     | Svezia   | GS         |
| 5 marzo 2023     | Gällivare     | Svezia   | GS         |
| 20 marzo 2025    | Geilo         | Norvegia | GS         |

Legenda:

SG = slalom gigante

### South American Cup
- Miglior piazzamento in classifica generale: 25ª nel 2023
- 1 podio:
  - 1 vittoria

#### South American Cup - vittorie
| Data              | Località     | Paese     | Specialità |
| ----------------- | ------------ | --------- | ---------- |
| 13 settembre 2022 | Cerro Castor | Argentina | GS         |

Legenda:

GS = slalom gigante

### Far East Cup
- Miglior piazzamento in classifica generale: 16ª nel 2020
- 2 podi:
  - 1 vittoria
  - 1 terzo posto

#### Far East Cup - vittorie
| Data             | Località | Paese | Specialità |
| ---------------- | -------- | ----- | ---------- |
| 10 dicembre 2019 | Taiwoo   | Cina  | GS         |

GS = slalom gigante

### Campionati svedesi
- 3 medaglie:
  - 1 oro (slalom gigante nel 2023)
  - 2 argenti (slalom gigante nel 2021; slalom speciale nel 2025)